# 혜상공국
혜상공국(惠商公局)은 고종 21년(1883) 군국아문(軍國衙門) 관할 하에 보부상을 총괄하는 기관으로 설치되었다. 1884년 김옥균 등 급진 개화파들이 우정총국 개국축하연에서 일으킨 갑신정변으로 혜상공국은 혁파되는 위기를 맞기도 했다. 1898년 황국협회가 만들어지면서 이에 이속되었다가, 1899년 상무사(商務社)로 명칭이 바뀌었으며, 1904년에 혁파되었다.